# Partholon
Partholon ['parθoloːn] war in der keltischen Mythologie Irlands der Anführer der zweiten Einwanderungswelle in Irland. Er war der Sohn von Sera, dem Sohn von Sru, einem Nachkommen Magogs, des Sohns Japhets, des Sohns Noahs. Er kam über Sizilien, Griechenland, Kappadokien, das Land der Goten und schließlich Spanien nach Irland. Der Ankunftstag soll dreihundert oder dreihundertzwölf Jahre nach der Sintflut gewesen sein, als Abraham 60 Jahre alt war. Als Landeplatz wird Inber Scéne (Kenmare im County Kerry) angegeben.

## Mythologie
Im Lebor Gabála Érenn („Buch der Landnahme Irlands“) wird die in mehreren Wellen erfolgte Besiedlung Irlands geschildert. Nach der ersten Gruppe, angeführt von Cessair, kommen die Leute Partholons. Ihr Herkunftsland soll Spanien sein. Nach Birkhan ist dies auf die Tatsache zurückzuführen, dass der Name mehrerer mythischer Vorfahren der Iren mit Eber angegeben wird, was die aufzeichnenden Mönche des 9. Jahrhunderts zu Spekulationen mit Iberern (Spaniern) und dem in Spanien gelegenen Fluss Ebro anregte. Die Anlandung findet zu Beltaine (1. Mai) statt, ebenso wie später die der Túatha Dé Danann. Dabei werden die Ankömmlinge vorerst von den Fomori, kynokephalen Geschöpfen mit einem Arm und einem Bein, vertrieben, können diese aber besiegen.
Partholons Einwanderer machen das Land urbar, denn vorher soll es nur eine große Ebene (Mag mór) gegeben haben. Sie entzünden das erste Feuer, roden das Land, begründen den Ackerbau und legen Felder an. Durch die Tätigkeit Partholons entstehen neue Seen sowie weitere „Ebenen“. So wurde Mag mór immer mehr zur „Ebene der Anderswelt“. Bis auf Túan mac Cairill, Partholons Bruder, erliegen schließlich alle Neusiedler einer Epidemie, der Strafe für Partholons Elternmord.
Zur Erinnerung an Partholons erste Feuerstelle wurde in heidnischer Zeit zu Beltaine (wird als „Bel-Feuer“, „Feuer des Gottes Belenus“, gedeutet) das Fest oenach gefeiert (besonders auf dem Hill of Uisnech). Dabei wurden vorerst alle Herdfeuer gelöscht und dann mit dem Feuerstein neu entzündet.
Als Gattin Partholons wird Dealgnait genannt.